# نبسمی
| nb · z | mi | i | T14 | B1 |

| nb · z | mi | i | T14 | B1 |

نِبسِمی (به انگلیسی: Nebsemi) یک ملکه همسر در مصر باستان بود و یکی از همسران فرعون تحوتموس سوم از دودمان هجدهم مصر به‌شمار می‌رفت.
تکه‌ای از تندیس گرانیتی او در معبد تدفینی وداع در تِبِس کشف شده است. این قطعه حدود ۸۰ سانتی‌متر ارتفاع و ۳۰ سانتی‌متر عرض دارد و ملکه را در حالت نشسته به تصویر می‌کشد. سبک هنری تندیس یادآور تندیس‌های دودمان دوازدهم مصر است، اما از آن‌جا که در آن معبد هیچ شیء دیگری از آن دوره پیدا نشد، این تندیس را متعلق به دودمان هجدهم مصر دانسته‌اند.
نام نِبسِمی در منابع دیگر شناخته شده نیست، اما با توجه به اندازهٔ تندیس، می‌توان نتیجه گرفت که او فردی مهم در زمان ساخت معبد بوده است. پس از نام او، لقب "maa kheru" (ما-آخرو) آمده است که به معنی «راست‌گفتار» یا «صادق در کلام» است و نشان می‌دهد که او در زمان ساخت تندیس درگذشته بوده است.
القاب او شامل موارد زیر بود:
- «همسر شاه» (ḥmt-nỉswt)
- «همسر محبوب شاه» (ḥmt-nỉswt mrỉỉ.t=f)